# Sergentomyia dhandai
Sergentomyia dhandai är en tvåvingeart som beskrevs av Lewis 1978. Sergentomyia dhandai ingår i släktet Sergentomyia och familjen fjärilsmyggor. Inga underarter finns listade i Catalogue of Life.